# ドリュー・ホリデー
- ジュルー・ホリデー

ドリュー・ランドール・ホリデー（Jrue Randall Holiday, [dʒruː]; 1990年6月12日 - ）は、アメリカ合衆国カリフォルニア州ロサンゼルス出身のプロバスケットボール選手。NBAのポートランド・トレイルブレイザーズに所属している。ポジションはポイントガードまたはシューティングガード。兄のジャスティン・ホリデー、弟のアーロン・ホリデーもNBA選手。

## 経歴

### ハイスクール
ホリデーはショーンとトヤ（旧姓デクリー）ホリデーの間に生まれた。両親はともにアリゾナ州立大学でバスケットボールをプレーしていたことがあり、トヤは1982年にPac-12の年間最優秀選手に選ばれている。ホリデーはカリフォルニア州スタジオシティにあるキャンベル・ホール・スクールに通った。シニアになると、1試合あたり平均25.9得点、11.2リバウンド、6.9アシスト、4.8スティールを残し、チームは31勝5敗でカリフォルニア州のタイトルを獲得した。ホリデーは、en:Rivals.comに2008年のクラスで全米1位、2位のポイントガードと格付けられた。そしてホリデーはゲータレード年間最優秀選手にも選ばれ、マクドナルド・オール・アメリカンにも出場し、14得点、5リバウンド、3アシスト、5スティールを記録した。

### カレッジ
大学は地元のUCLA（ブルーインズ）に進学し、ダレン・コリソンらと共に1年間だけプレーした後、2009年のNBAドラフトにエントリーした。

### フィラデルフィア・76ers

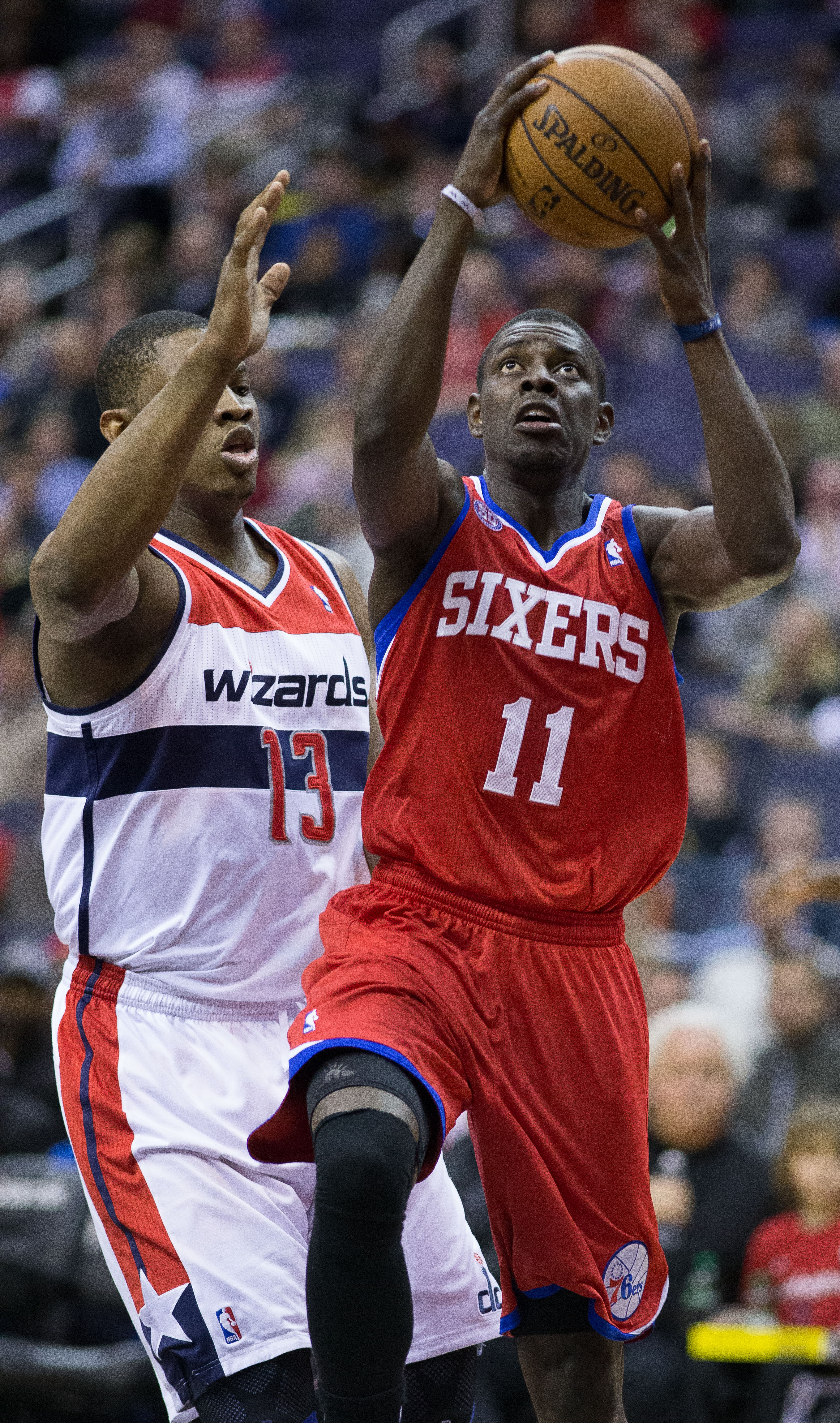
2013年のシクサーズでのホリデー

NBAドラフトではフィラデルフィア・76ersから全体17位で指名を受けた。1年目から先発で起用され、3年目の2012-13シーズンには、開幕前に5年間の延長契約を締結。初のNBAオールスターゲームにも出場した。

### ニューオーリンズ・ペリカンズ
2013年のNBAドラフト開催日に、ニューオーリンズ・ペリカンズが6位で指名したナーレンズ・ノエルの交渉権との交換トレードでペリカンズに移籍した。後の2015年6月、このトレードでフィラデルフィア・セブンティシクサーズが、疲労骨折が有ることを隠蔽していたとして、NBAより300万ドルの制裁金を課された。
2016-17シーズンは、夫人の脳腫瘍の手術後の看病と第1子を出産したことを理由に、開幕から欠場していたが、11月16日のポートランド・トレイルブレイザーズ戦でシーズン初出場を果たした。
2018年3月6日に行われたロサンゼルス・クリッパーズ戦で19得点、キャリアハイとなる17アシストを記録、試合はペリカンズが121-116で勝利した。2018年3月27日に行われたポートランド・トレイルブレイザーズ戦でトリプル・ダブルとなる21得点、11アシスト、11リバウンドを記録、試合はブレイザーズに107-103で敗れた。4月17日のプレーオフ1回戦、対ポートランド・トレイルブレイザーズの2戦目でプレーオフでのキャリア・ハイとなる33得点を記録、試合は111-102で勝利した。第4戦では1戦目を上回る41得点を記録、試合は131-123で勝利しペリカンズが4勝0敗のスウィープでシリーズを勝利した。
2020年3月8日、ミネソタ・ティンバーウルブズ戦にてシーズンハイの37得点、9リバウンド、8アシストを記録しチームは120-107で勝利した。

### ミルウォーキー・バックス
2020年11月24日、デンバー・ナゲッツ、オクラホマシティ・サンダーを含む4チーム間トレードでミルウォーキー・バックスに移籍した。移籍1年目の2020-21シーズンはシーズン途中の2021年4月5日にバックスと4年総額1億6000万ドルのマックス契約を結び契約延長。更にプレーオフを勝ち抜き、自身初となるファイナルに出場、第3戦では21得点、第4戦ではフィールドゴール4/20に終わるも、第5戦では27得点を記録しただけでなく、試合最終盤にデビン・ブッカーからボールを奪い、試合を決定的とするヤニス・アデトクンボへのアシストを決めるなど、13アシストも記録、するなどの活躍で優勝に貢献した。オフには東京オリンピックのアメリカ代表に選出され金メダル獲得と充実した1年を送った。

### ボストン・セルティックス
2023年9月27日にデイミアン・リラードが絡む3チーム間の大型トレードでポートランド・トレイルブレイザーズへ移籍した。さらに4日後にロバート・ウィリアムズ3世、マルコム・ブログドン、複数の1巡目指名権とのトレードでボストン・セルティックスへ移籍した。11月13日のニューヨーク・ニックスとの対戦でNBAキャリア通算15000得点を達成した。ダラス・マーベリックスとのファイナル第2戦では26得点を記録して勝利に貢献するなど、4試合で2桁得点を記録、平均14.4得点を記録し、2度目の優勝を果たした。

### ポートランド・トレイルブレイザーズ
2025年7月7日、アンファニー・サイモンズとのトレードでポートランド・トレイルブレイザーズに移籍した。

## 個人成績

### NBA

#### レギュラーシーズン
| シーズン     | チーム       | GP    | GS  | MPG  | FG%  | 3P%  | FT%  | RPG | APG | SPG | BPG | PPG  |
| ------------ | ------------ | ----- | --- | ---- | ---- | ---- | ---- | --- | --- | --- | --- | ---- |
| 2009–10      | PHI          | 73    | 51  | 24.2 | .442 | .390 | .756 | 2.6 | 3.8 | 1.1 | .2  | 8.0  |
| 2010–11      | PHI          | 82    | 82  | 35.4 | .446 | .365 | .823 | 4.0 | 6.5 | 1.5 | .4  | 14.0 |
| 2011–12      | PHI          | 65    | 65  | 33.8 | .432 | .380 | .783 | 3.3 | 4.5 | 1.6 | .3  | 13.5 |
| 2012–13      | PHI          | 78    | 78  | 37.5 | .431 | .368 | .752 | 4.2 | 8.0 | 1.6 | .4  | 17.7 |
| 2013–14      | NOP          | 34    | 34  | 33.6 | .447 | .390 | .810 | 4.2 | 7.9 | 1.6 | .4  | 14.3 |
| 2014–15      | NOP          | 40    | 37  | 32.6 | .446 | .378 | .855 | 3.4 | 6.9 | 1.6 | .6  | 14.8 |
| 2015–16      | NOP          | 65    | 23  | 28.2 | .439 | .336 | .843 | 3.0 | 6.0 | 1.4 | .3  | 16.8 |
| 2016–17      | NOP          | 67    | 61  | 32.7 | .453 | .356 | .708 | 3.9 | 7.3 | 1.5 | .6  | 15.4 |
| 2017–18      | NOP          | 81    | 81  | 36.1 | .494 | .337 | .786 | 4.5 | 6.0 | 1.5 | .8  | 19.0 |
| 2018–19      | NOP          | 67    | 67  | 35.9 | .472 | .325 | .768 | 5.0 | 7.7 | 1.6 | .8  | 21.2 |
| 2019–20      | NOP          | 61    | 61  | 34.7 | .455 | .353 | .709 | 4.8 | 6.7 | 1.6 | .8  | 19.1 |
| 2020–21      | MIL          | 59    | 56  | 32.3 | .503 | .392 | .787 | 4.5 | 6.1 | 1.6 | .6  | 17.7 |
| 2021–22      | MIL          | 67    | 64  | 32.9 | .501 | .411 | .761 | 4.5 | 6.8 | 1.6 | .4  | 18.3 |
| 2022–23      | MIL          | 67    | 65  | 32.6 | .479 | .384 | .859 | 5.1 | 7.4 | 1.2 | .5  | 19.3 |
| 2023–24      | BOS          | 69    | 69  | 32.8 | .480 | .429 | .833 | 5.4 | 4.8 | .9  | .8  | 12.5 |
| 2024–25      | BOS          | 62    | 62  | 30.6 | .443 | .353 | .909 | 4.3 | 3.9 | 1.1 | .4  | 11.1 |
| 通算         | 通算         | 1,037 | 956 | 32.9 | .462 | .370 | .788 | 4.2 | 6.2 | 1.4 | .5  | 15.8 |
| オールスター | オールスター | 2     | 0   | 12.2 | .444 | .200 | ---  | 1.0 | 1.5 | 1.0 | .0  | 4.5  |

#### プレーオフ
| シーズン | チーム | GP | GS | MPG  | FG%  | 3P%  | FT%   | RPG | APG | SPG | BPG | PPG  |
| -------- | ------ | -- | -- | ---- | ---- | ---- | ----- | --- | --- | --- | --- | ---- |
| 2011     | PHI    | 5  | 5  | 37.6 | .414 | .524 | .800  | 3.8 | 5.6 | 2.0 | .4  | 14.2 |
| 2012     | PHI    | 13 | 13 | 38.0 | .413 | .408 | .864  | 4.7 | 5.2 | 1.5 | .6  | 15.8 |
| 2015     | NOP    | 3  | 0  | 18.3 | .368 | .250 | 1.000 | 1.0 | 4.3 | .7  | .3  | 6.3  |
| 2018     | NOP    | 9  | 9  | 38.7 | .518 | .320 | .700  | 5.7 | 6.3 | 1.1 | .6  | 23.7 |
| 2021     | MIL    | 23 | 23 | 39.7 | .406 | .303 | .714  | 5.7 | 8.7 | 1.7 | .4  | 17.3 |
| 2022     | MIL    | 12 | 12 | 38.6 | .379 | .316 | .839  | 5.6 | 6.5 | 1.8 | .6  | 19.1 |
| 2023     | MIL    | 5  | 5  | 38.1 | .400 | .286 | .692  | 5.6 | 8.0 | 1.0 | .4  | 17.8 |
| 2024     | BOS    | 19 | 19 | 37.9 | .503 | .402 | .955  | 6.1 | 4.4 | 1.1 | .6  | 13.2 |
| 2025     | BOS    | 8  | 8  | 33.0 | .483 | .346 | .692  | 4.1 | 4.0 | .9  | .1  | 9.5  |
| 通算     | 通算   | 97 | 94 | 37.5 | .432 | .344 | .789  | 5.3 | 6.2 | 1.4 | .5  | 16.0 |

### カレッジ
| シーズン | チーム | GP | GS | MPG  | FG%  | 3P%  | FT%  | RPG | APG | SPG | BPG | PPG |
| -------- | ------ | -- | -- | ---- | ---- | ---- | ---- | --- | --- | --- | --- | --- |
| 2008-09  | UCLA   | 35 | 35 | 27.1 | .450 | .307 | .726 | 3.8 | 3.7 | 1.6 | .5  | 8.5 |

## その他
- 1歳上の兄のジャスティン・ホリデーもNBA選手で現在はデンバー・ナゲッツに所属しており、2012-13シーズンはドリューとチームメイトだった。更に2014-15シーズンは、ゴールデンステート・ウォリアーズでNBAチャンピオンを経験している。弟のアーロンもUCLAを経て、現在はヒューストン・ロケッツに所属している。
- 妻は元サッカーアメリカ合衆国女子代表のローレン・ホリデー (Lauren Holiday  旧姓：Cheney) で、UCLAの3年先輩にあたり、2013年7月に結婚。アメリカ代表として2008年北京オリンピックと2012年ロンドンオリンピックで2大会連続金メダル獲得。更に2015 FIFA女子ワールドカップの優勝に貢献し[21][22]、2015年に引退を表明した。2016年、第1子を妊娠中に脳腫瘍が見つかり、ドリューは無期限休養を発表して妻を支えることになった。女の子を出産した後行われた腫瘍摘出手術も無事成功した。